# Holotelson
Holotelson (лат.) — род морских равноногих ракообразных семейства Sphaeromatidae из надсемейства Sphaeromatoidea отряда Равноногие. Неизвестны в ископаемом состоянии. Типовой вид Holotelson tuberculatus Richardson, 1909.
Встречаются в северо-западной части Тихого океана от умеренных до субтропических вод у берегов Японии, Китая и России (Приморский край). Донные ракообразные. Встречаются от литорали  и глубже (от 0 до 10 метров). Безвредны для человека, охранный статус не оценивался, объектами промысла не являются.

## Классификация
На сентябрь 2024 в состав рода включают 4 вида:
- Holotelson clavifera Nunomura, 2013
- Holotelson decoratus Nunomura & Ikehara, 1985
- Holotelson longicauda Nunomura, 2004
- Holotelson tuberculatus Richardson, 1909